# Ett fjärran eko
Ett fjärran eko är en roman av Val McDermid, utgiven i Storbritannien år 2003. Engelska originalets titel är The Distant Echo. Johan Nilsson översatte romanen till svenska 2004. 

## Handling
Fyra vänner, på väg hem från en blöt studentfest, snubblar i december 1978 på en döende ung kvinna. Eftersom de fyra studenterna även känner kvinnan, en servitris, en smula och polisen inte har något annat att gå på blir det fyra misstänkta för mordet. Deras liv påverkas negativt av detta och de förändras på olika vis men lyckas till sist ändå behålla fotfäste i tillvaron. 25 år senare tar polisen åter upp gamla fall då man hoppas få fram ny teknisk bevisning i och med DNA. I samband med detta inträffar ett nytt mord och de gamla vännerna samlas igen för att försvara sig själva och sin tillvaro. 